# Sierra Leone i olympiska sommarspelen 2016
Sierra Leone deltog med fyra deltagare vid de olympiska sommarspelen 2016 i Rio de Janeiro. Ingen av landets deltagare erövrade någon medalj.

## Friidrott
Förkortningar
- Notera– Placeringar avser endast det specifika heatet.
- Q = Tog sig vidare till nästa omgång
- q = Tog sig vidare till nästa omgång som den snabbaste förloraren eller, i fältgrenarna, genom placering utan att nå kvalgränsen
- NR = Nationellt rekord
- N/A = Omgången fanns inte i grenen
- Bye = Idrottaren behövde inte tävla i omgången

Bana och väg
| Idrottare      | Gren                | Heat     | Heat      | Kvartsfinal      | Kvartsfinal      | Semifinal        | Semifinal        | Final            | Final            |
| Idrottare      | Gren                | Resultat | Placering | Resultat         | Placering        | Resultat         | Placering        | Resultat         | Placering        |
| -------------- | ------------------- | -------- | --------- | ---------------- | ---------------- | ---------------- | ---------------- | ---------------- | ---------------- |
| Ishmail Kamara | Herrarnas 100 meter | 10,95    | 4         | Gick inte vidare | Gick inte vidare | Gick inte vidare | Gick inte vidare | Gick inte vidare | Gick inte vidare |
| Hafsatu Kamara | Damernas 100 meter  | 12,24    | 1 Q       | 12,22            | 8                | Gick inte vidare | Gick inte vidare | Gick inte vidare | Gick inte vidare |

## Simning
| Idrottare         | Gren                  | Heat  | Heat      | Semifinal        | Semifinal        | Final            | Final            |
| Idrottare         | Gren                  | Tid   | Placering | Tid              | Placering        | Tid              | Placering        |
| ----------------- | --------------------- | ----- | --------- | ---------------- | ---------------- | ---------------- | ---------------- |
| Osman Kamara      | Herrarnas 50 m frisim | 26,90 | 73        | Gick inte vidare | Gick inte vidare | Gick inte vidare | Gick inte vidare |
| Bunturabie Jalloh | Damernas 50 m frisim  | 39,93 | 88        | Gick inte vidare | Gick inte vidare | Gick inte vidare | Gick inte vidare |